# Dissernet

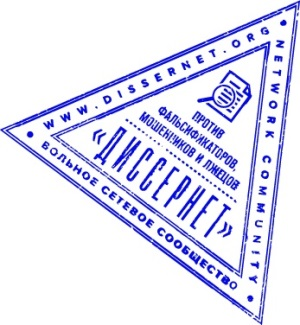
Logo von Dissernet: Gegen Fälscher, Betrüger und Lügner «Dissernet», freie Netzwerk-Gemeinde

Dissernet (russisch Диссернет) ist eine Gruppe von Freiwilligen, darunter professionelle Wissenschaftler, Journalisten und Bürgeraktivisten, die die Dissertationen prominenter russischer Persönlichkeiten auf Plagiate untersucht und die Ergebnisse im Internet veröffentlicht.

## Beschreibung
Aktuelles Projekt (Stand Mai 2020) ist die Untersuchung von Plagiaten bei Juristen und Richtern. Von den 343 aufgespürten Doktorarbeiten und Habilitationsschriften wurde bisher ein Drittel ausgewertet, von diesem Drittel wiederum gab es laut Dissernet bei der Hälfte Grund zu Beanstandung; z. B. aufgrund falscher oder fehlerhafter Zitation, inkorrekter, aus dem Zusammenhang gerissener Übernahme von Zahlen aus anderen Arbeiten oder Quellen. Bisher wurden 68 Richter des Plagiierens beschuldigt, von denen bereits drei ihren akademischen Titel verloren haben, weil sie u. a. schon früher Gegenstand von Enthüllungen Dissernets waren. Bisher vollständig geprüft wurden die Arbeiten der 22 landeshöchsten Richter, von denen fünf unsauber gearbeitet haben sollen. Habilitationen und Dissertationen gelten in der Richterschaft als nützlich, jedoch nicht als verpflichtend für den beruflichen Aufstieg. In Russland werden akademische Titel im Regelfall von staatlichen Organen oder Gremien verliehen, wodurch die Autonomie des wissenschaftlichen Systems, bis auf wenige Ausnahmen, wenig ausgeprägt ist; nur diese können auch wieder Titel entziehen, Hochschulen selbst können dies nur in Einzelfällen.
Bisher hat Dissernet laut eigenen Aussagen seit seinem Bestehen rund 5.000 Schreiben an verschiedene Instanzen verschickt, darunter an das Bildungsministerium. Doch nur selten gab eine Antwort. Das Interesse an einer institutionellen und staatlichen Aufklärung sei gering und/oder werde behindert, weswegen Dissernet versucht, Druck über die Veröffentlichung ihrer Arbeit im Internet aufzubauen, auch weil ihre Enthüllungen vor allem von den Staatsmedien ignoriert werden. In den vergangenen Jahren sind 7.200 Plagiatsfälle aufgedeckt worden; 5 % der Betroffenen wurde der akademische Titel entzogen.

## Autoren von untersuchten Dissertationen (Auswahl)
(in alphabetischer Reihenfolge):
- Jelena Wladimirowna Afanassjewa (* 1975), Politikerin
- Olga Jurjewna Batalina (* 1975), Politikerin
- Nikita Jurjewitsch Belych (* 1975), Politiker
- Wladimir Sergejewitsch Grusdew (* 1967), Unternehmer und Politiker
- Wladimir Alexandrowitsch Kolokolzew (* 1961), Politiker, Innenminister
- Riswan Kurbanow (* 1961), Politiker
- Igor Wladimirowitsch Lebedew (* 1972), Politiker
- Wladimir Rostislawowitsch Medinski (* 1970), Politiker, Kulturminister
- Sergei Jewgenjewitsch Naryschkin (* 1954), Politiker, Vorsitzender der Staatsduma, Chef des Auslandsnachrichtendienstes
- Nikolai Anatoljewitsch Nikiforow (* 1982), Politiker, Kommunikationsminister
- Georgi Sergejewitsch Poltawtschenko (* 1953), Politiker
- Wiktor Filippowitsch Schreider (* 1952), Politiker
- Andrei Wladimirowitsch Skotsch (* 1966), Unternehmer
- Maxim Jurjewitsch Sokolow (* 1968), Politiker, Verkehrsminister
- Alexander Nikolajewitsch Tkatschow (* 1960), Politiker, Landwirtschaftsminister
- Andrei Jurjewitsch Worobjow (* 1970), Politiker